# 宋玉玺
宋玉玺（1918年—2000年），河北省临城县菅等村人，中华人民共和国政治人物。
早年参加抗日战争，任中共临城县县委组织部部长。后升任河北省内邱县政府民政科长兼公安局长、井陉县县长。第二次国共内战期间，任任太行一地委公安处长、四地委社会部长、五地委副书记。中华人民共和国成立后，担任中共濮阳委副书记、书记。1954年，升任中共河南省委常委、宣传部长。1972年，供职于郑州大学。后再任中共河南省委常委、省委宣传部部长。1983年，升任河南省政协副主席。1985年，任主席。